# Joséphine Karlsson
Joséphine Karlsson è un personaggio immaginario interpretato da Audrey Fleurot. È un’avvocata penalista, nonché uno dei sei personaggi principali della serie televisiva Spiral.
Intelligente, affascinante e molto cinica, Joséphine è odiata quanto temuta sia dai membri del palazzo di giustizia che dalla polizia, poiché spesso finisce con il difendere i criminali che sono appena stati arrestati e farli scagionare, nella maggior parte dei casi grazie a errori di procedura.
Trova eccitante difendere i peggiori criminali e non esita a fare il doppio per guadagnare fama e denaro.

## Biografia del personaggio
Joséphine Karlsson nasce a Limoges nel 1977. La sua infanzia è segnata dalla violenza che la madre subisce quotidianamente dal padre, tanto che, all’età di 11 anni, Joséphine decide di denunciarlo. I poliziotti, però, non le danno ascolto e, anzi, raccontano tutto a suo padre, che decide quindi di mandare lei e sua sorella a studiare lontane. La madre di Joséphine, rimasta sola con il suo carnefice, non trova altra via di fuga che il suicidio. Joséphine si sentirà per sempre responsabile della morte della madre, ed è in questo momento che incomincia a maturare il suo odio nei confronti della polizia, caratteristica fondamentale all’interno della serie.
Una volta cresciuta Joséphine decide di studiare legge e diventare avvocata perché, come spiega nella sesta stagione, da ragazza aveva desiderato uccidere suo padre e vuole quindi mettere le sue capacità dialettiche al servizio di tutte quelle persone che, vittime di un padre abusivo, sono arrivate davvero a ucciderlo per liberarsi di lui.

## Prima stagione
Quando incontriamo Joséphine Karlsson per la prima volta, nella prima stagione della serie televisiva Spiral, è una giovane avvocata penalista di ventotto anni, appena all’inizio della sua carriera. Lavora insieme a un avvocato anziano ed esperto, Escudié. Nella prima puntata, però, Escudié muore di infarto durante un processo. Joséphine si ritrova quindi senza lavoro, ma ben presto viene presentata a un altro avvocato, Vincent Leroy, radiato dall’ordine in seguito a un'accusa di stupro. Leroy propone a Joséphine di assumerla perché faccia da “prestavolto” per il suo studio, in modo da poter continuare a lavorare in segreto. Joséphine accetta la proposta e, nel corso della stagione, lavora su diversi casi.
Nella prima stagione Joséphine ha anche modo di conoscere il giovane sostituto procuratore Pierre Clément. Fra i due nasce da subito un rapporto di stima e amicizia. 
Verso la fine della stagione Joséphine viene contattata dalla donna che aveva accusato Leroy di stupro, la quale è gravemente malata e, sul letto di morte, desidera confessare di aver mentito in merito allo stupro e di voler riabilitare il buon nome dell’avvocato. La sua speranza è anche quella che l’uomo possa fare da padre al bambino nato dal loro rapporto e di cui lui non aveva mai saputo nulla.
Joséphine filma dunque la confessione della donna e le fa firmare un documento che scagionerebbe Leroy e gli consentirebbe di essere reintegrato.
Dopo la morte della donna, Joséphine rivela quanto accaduto a Leroy, ma gli mente dicendo che la donna non ha lascito alcun documento; l’uomo è felice di scoprire di essere padre, ma dispiaciuto all’idea che non ci sia alcuna prova della sua innocenza.

## Seconda stagione
Gli eventi narrati nella seconda stagione hanno luogo alcuni mesi dopo la fine della prima. Nella prima puntata riceviamo informazioni confuse in merito a quanto accaduto a Joséphine in questo lasso temporale: pare abbia lavorato per un importante quanto corrotto uomo politico di Parigi e che la collaborazione si sia rivelata dannosa per la carriera di Joséphine, che ora si ritrova nuovamente disoccupata e al verde.
Ben presto, però, conosce Szabo, un vecchio, cinico e potente avvocato penalista che difende i peggiori mafiosi di Parigi. Pierre mette in guardia Joséphine, suggerendole di stare lontana da Szabo, ma lei non gli dà retta e inizia a collaborare con lui.
Szabo comincia ad affidarle la difesa di alcuni criminali ma, al contempo, le affida anche compiti pericolosi, come portare una sim a un suo assistito che si trova in carcere. Joséphine non si fa problemi a compiere per lui ogni sorta di illegalità, almeno fino a quando non si rende conto che il vecchio non la vede come una sua pari, ma la sta sfruttando e non si farebbe problemi ad abbandonarla se per lei le cose si mettessero male.
In ogni caso Joséphine non esita a fare il doppio gioco con Szabo e, per rubargli dei clienti e venire coinvolta in un traffico di oro, arriva ad andare a letto con lui per potergli controllare il telefono mentre dorme.
Nel corso della seconda stagione, inoltre, Joséphine si trova a difendere un ragazzo che sostiene di essere stato picchiato dalla capitana di polizia Laure Berthaud. Joséphine, che odia profondamente la polizia, si accanisce con durezza sulla capitana, cercando in ogni modo possibile di farla condannare e radiare. Laure però, dal canto suo, non è intenzionata a farsi mettere i piedi in testa, e raccoglie tutta una serie di prove delle nefandezze che Joséphine sta compiendo per conto di Szabo. Si presenta quindi a casa sua, comunicando a Joséphine che, se la farà radicare, si assicurerà che la stessa sorte tocchi anche a lei. Joséphine assicura quindi che farà ritirare al suo assistito tutte le accuse e fra le due comincia un tacito accordo fondato sul reciproco odio.

## Terza stagione
All’inizio della terza stagione Joséphine lavora ancora per Szabo, che le affida ancora una volta un compito rischioso: consegnare un ingente somma di denaro a un criminale latitante. Joséphine fa quanto le viene chiesto ma, subito dopo la consegna, il criminale viene catturato dalla polizia. 
I suoi complici si convincono che Szabo lo abbia venduto, così gli tendono un agguato e gli sparano tre colpi di pistola. Tentano di sparare anche a Joséphine, ma la pistola si inceppa e fuggono. Joséphine, profondamente scossa ma illesa, viene portata in ospedale, dove ha modo di appurare che Szabo, nonostante i proiettili ricevuti, è sano e salvo. 
Durante il ricovero Pierre passa a trovarla, e le consiglia ancora una volta di farla finita con Szabo. Lei inizialmente si finge infastidita dal consiglio non richiesto, ma poi va a comunicare a Szabo che non ha più intenzione di lavorare per lui e se ne va, nonostante il vecchio avvocato tenti di convincerla a cambiare idea.
Poco dopo Joséphine viene a scoprire che Pierre ha deciso di lasciare la magistratura e diventare avvocato e gli propone di aprire uno studio insieme. L’uomo acconsente e ben presto i due aprono lo studio. Grazie a questa collaborazione, che li porta a passare molto tempo insieme, Joséphine e Pierre approfondiscono la loro amicizia e appaiono sempre più attratti l’uno dall’altra. Allo stesso tempo, però, i loro caratteri sono molto diversi: se Joséphine è cinica, attaccata al denaro e pronta a tutto pur di guadagnare qualcosa, Pierre è invece retto e onesto e crede profondamente nella giustizia. 
Rimasta al verde e di fronte alla prospettiva che la sua carta di credito venga sospesa, Joséphine sottrae con l’inganno a un suo cliente 40.000 euro, guadagnati in commercio di droga. Quando Pierre si accorge che una simile somma è transitata per il conto dello studio le chiede spiegazioni, ma lei mente per tranquillizzarlo. Presto però Pierre scopre la verità e si ritrova a dover mentire per coprire Joséphine. Subito dopo le racconta quanto accaduto, la accusa di non avere rispetto per nulla se non per il denaro e lascia lo studio. 
Dopo poco tempo Pierre viene però accusato di stupro da un suo giovane cliente e chiama Joséphine perché lo difenda. Lei inizialmente fa la sostenuta, ma i due si riappacificano e lei accetta di difendere Pierre. Presto, però, riceve una brutta notizia: l’avvocato difensore del ragazzo che ha accusato Pierre di stupro è Szabo. Joséphine comprende che il vecchio ha intenzione di usare il processo per costringerla a tornare a lavorare per lui, altrimenti Pierre sarà rovinato da un processo lungo mesi, forse anni. Joséphine non vorrebbe cedere, ma alla fine per il bene di Pierre firma a malincuore un contratto che la lega per sempre a un cliente di Szabo e, di conseguenza, a Szabo stesso. In cambio il vecchio avvocato fa ritirare al ragazzo tutte le accuse.
Quando Pierre lo viene a sapere, è sconvolto e quasi arrabbiato, ma poi si rende conto dell’enorme sacrificio che Joséphine ha fatto per lui. La prega quindi di non andare con Szabo, di cercare una scappatoia al contratto, ma lei gli dice che non ce ne sono e fa per andarsene. Un attimo dopo, però, torna indietro e stampa un rapido bacio sulle labbra di Pierre, per poi fuggire via.